# 塔巴諾韋
48°27′26″N 30°33′28″E / 48.45722°N 30.55778°E
塔巴諾韋（烏克蘭語：Табанове）是烏克蘭中部的村莊，隸屬基洛夫格勒州的霍洛瓦尼夫斯克區。該村面積0.95平方公里，海拔高度125米，2001年人口245，人口密度每平方公里258.2人。